# 伍內伯格岩
伍內伯格岩（英語：Wunneburger Rock）是南極洲的岩石，位於瑪麗伯德地的沃爾格林海岸，美國地質調查局根據測量和美國海軍拍攝的空中照片繪入地圖，現時由南極條約體系管理。